# Ludeștii de Jos, Hunedoara
Ludeștii de Jos este un sat în comuna Orăștioara de Sus din județul Hunedoara, Transilvania, România.

## Așezare geografică
Satul Ludeștii de Jos este așezate pe valea râului Orăștie. Prima atestare documentară este din anul 1439.

## Lăcașuri de cult

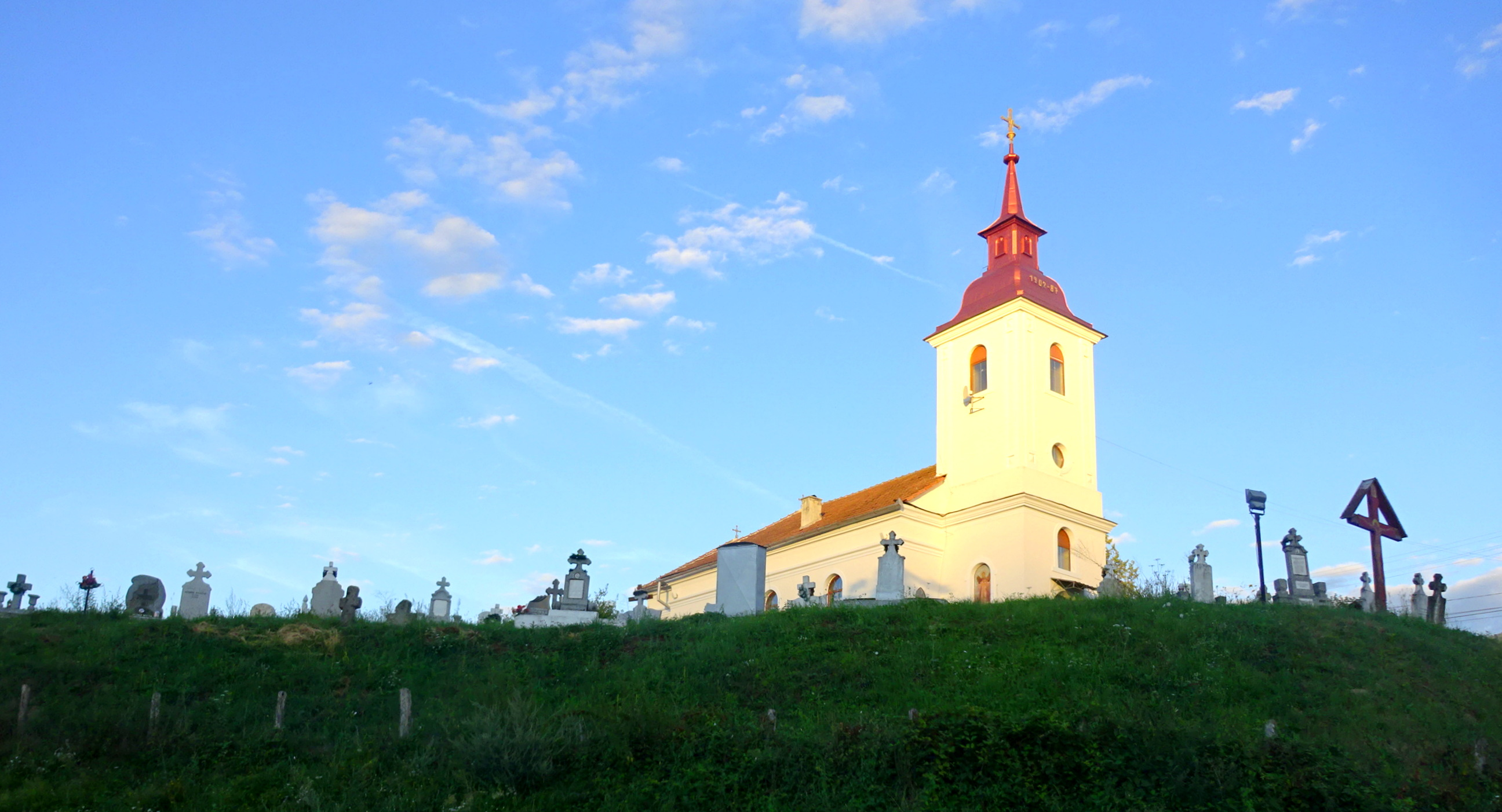
Biserica Sfinții Arhangheli din Ludeștii de Jos

Satul Ludeștii de Jos este păstrătorul unei biserici de zid de mari dimensiuni, cu hramul „Sfinții Arhangheli Mihail și Gavriil” (inițial fusese închinată „Sfântului Ierarh Nicolae”), construită în anul 1902, în timpul păstoririi preotului Vasile Botean. Este un edificiu de plan dreptunghiular, cu absida pentagonală decroșată, prevăzut cu un turn-clopotniță masiv, ridicat deasupra intrării apusene; alta, precedată de un pridvor închis de zid, este amplasată pe latura sudică a naosului. Cu excepția fleșei neobaroce zvelte, învelită în tablă, la acoperișul propriu-zis s-a folosit țigla. Lăcașul, renovat în 1987, a fost împodobit iconografic în anii 1996-1997 de pictorul Eugen Pomeran; sfințirea s-a făcut în 1999.
Înaintașa ctitoriei actuale este menționată atât pe harta Sfântului Imperiu Romano-German din 1720 și pe harta iosefină a Transilvaniei din 1769-1773, cât și în tabelele comisiilor de conscriere ale anilor 1733, 1750, 1761-1762, 1805 și 1829-1831.

## Imagini

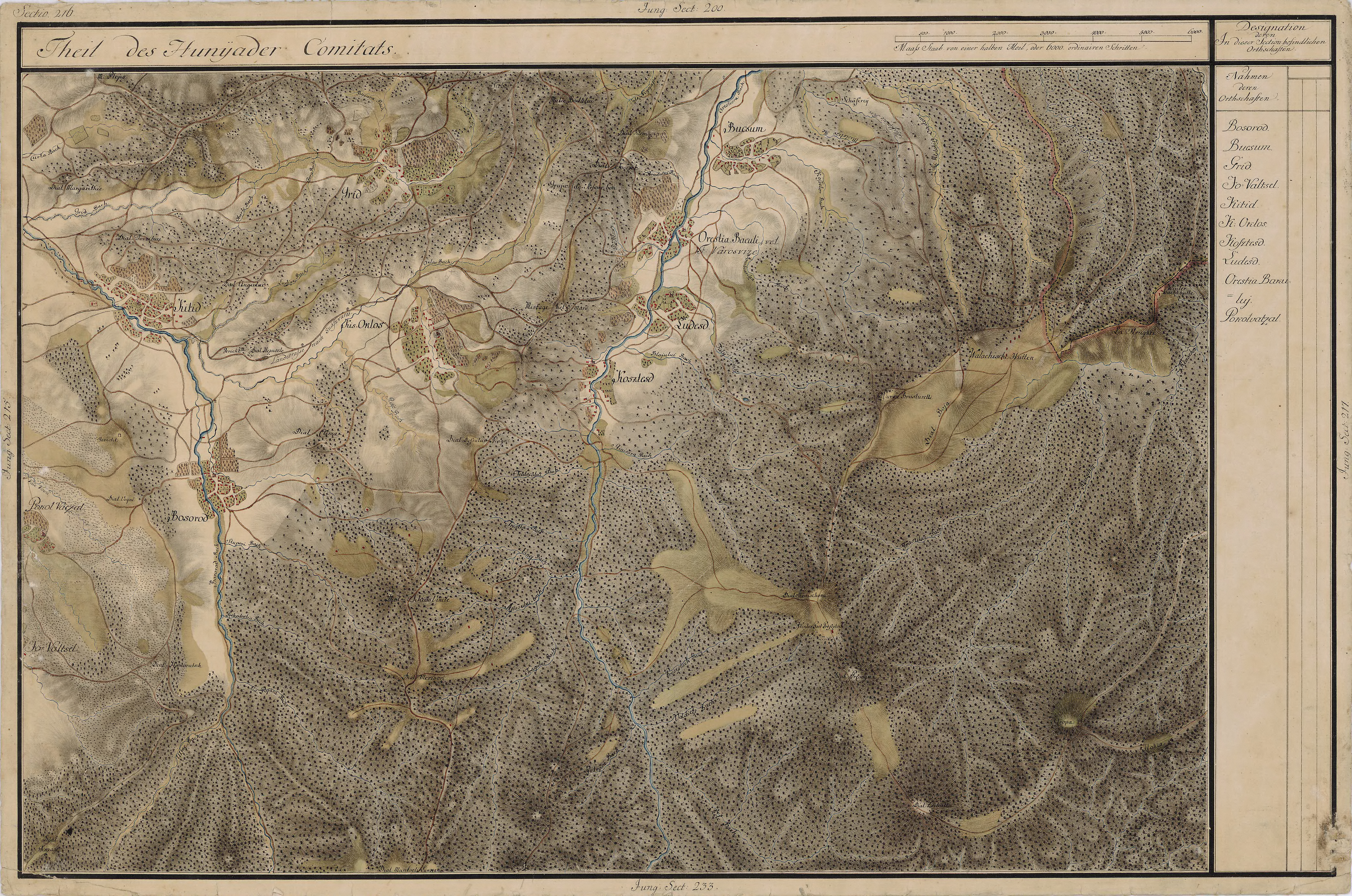
Ludeștii de Jos în Harta Iosefină a Transilvaniei, 1760-1773
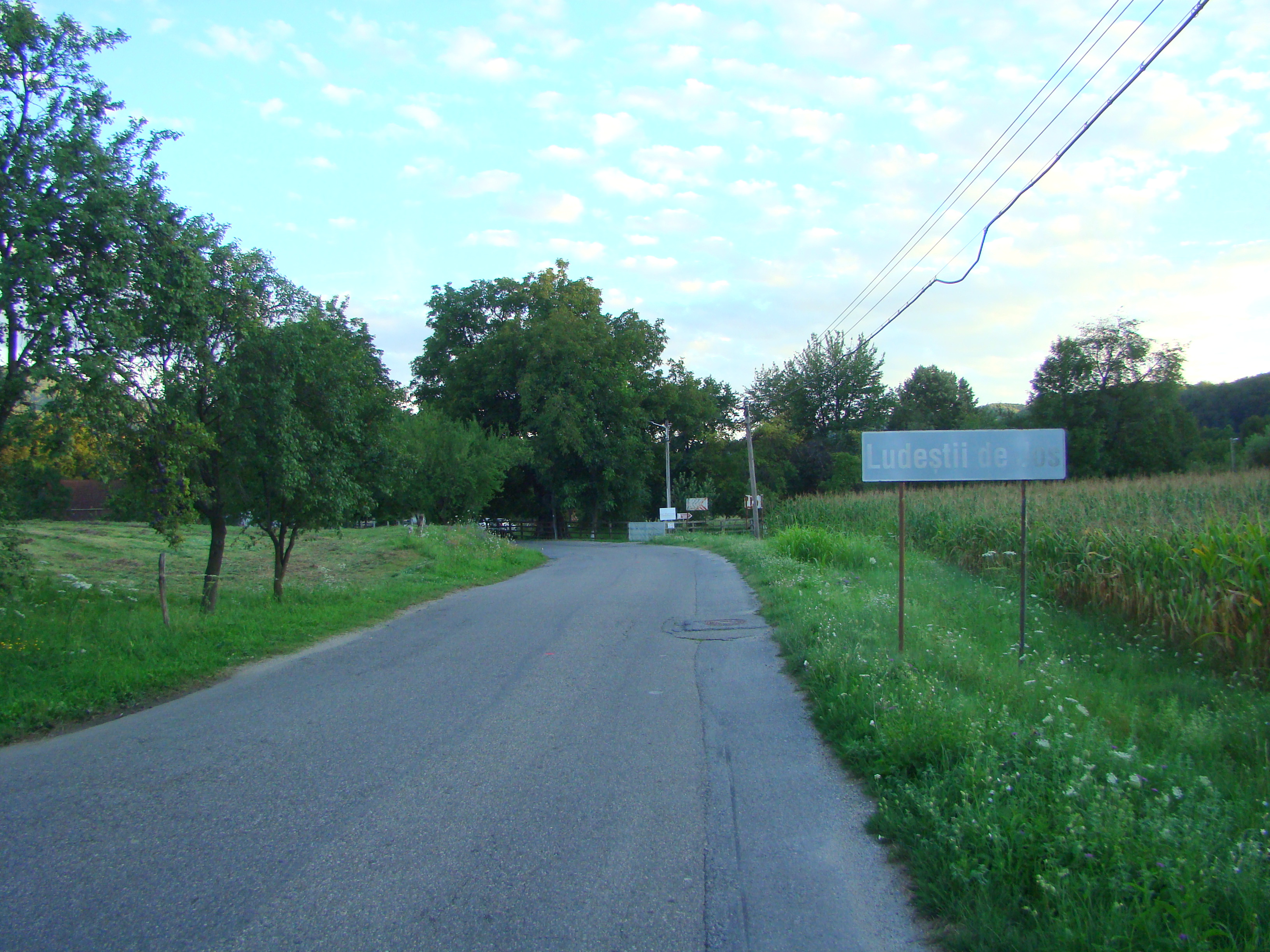
Intrarea în localitate
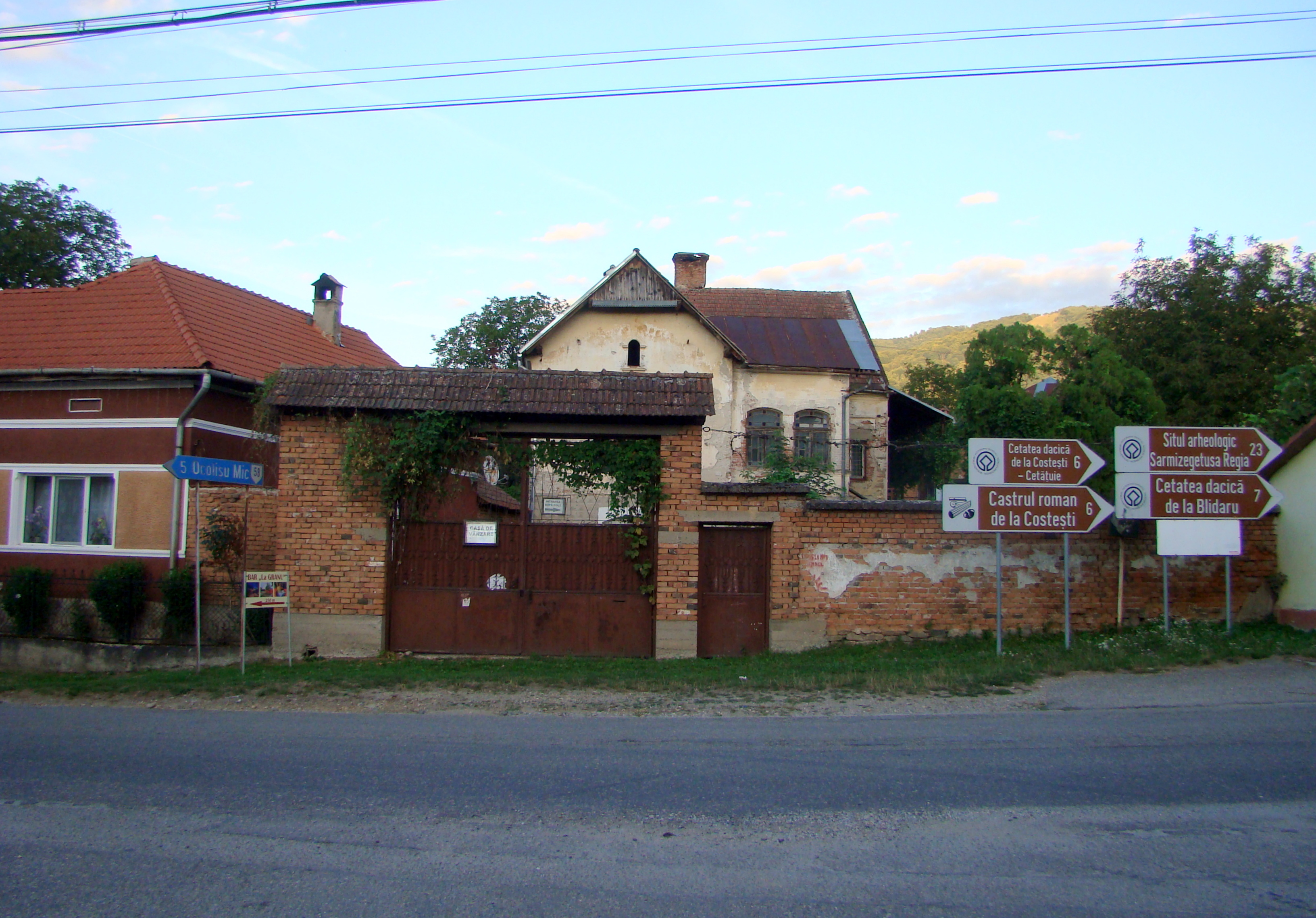
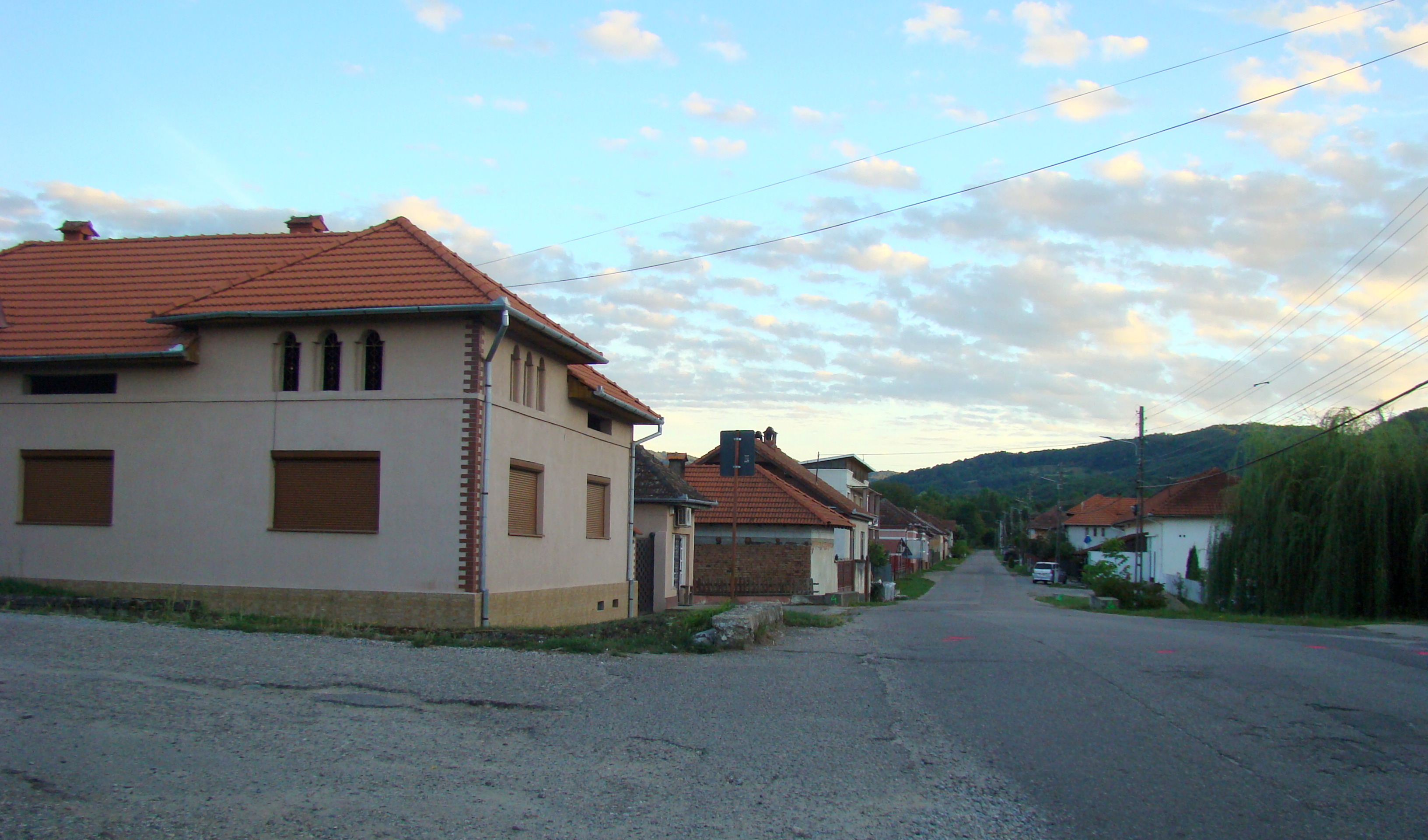
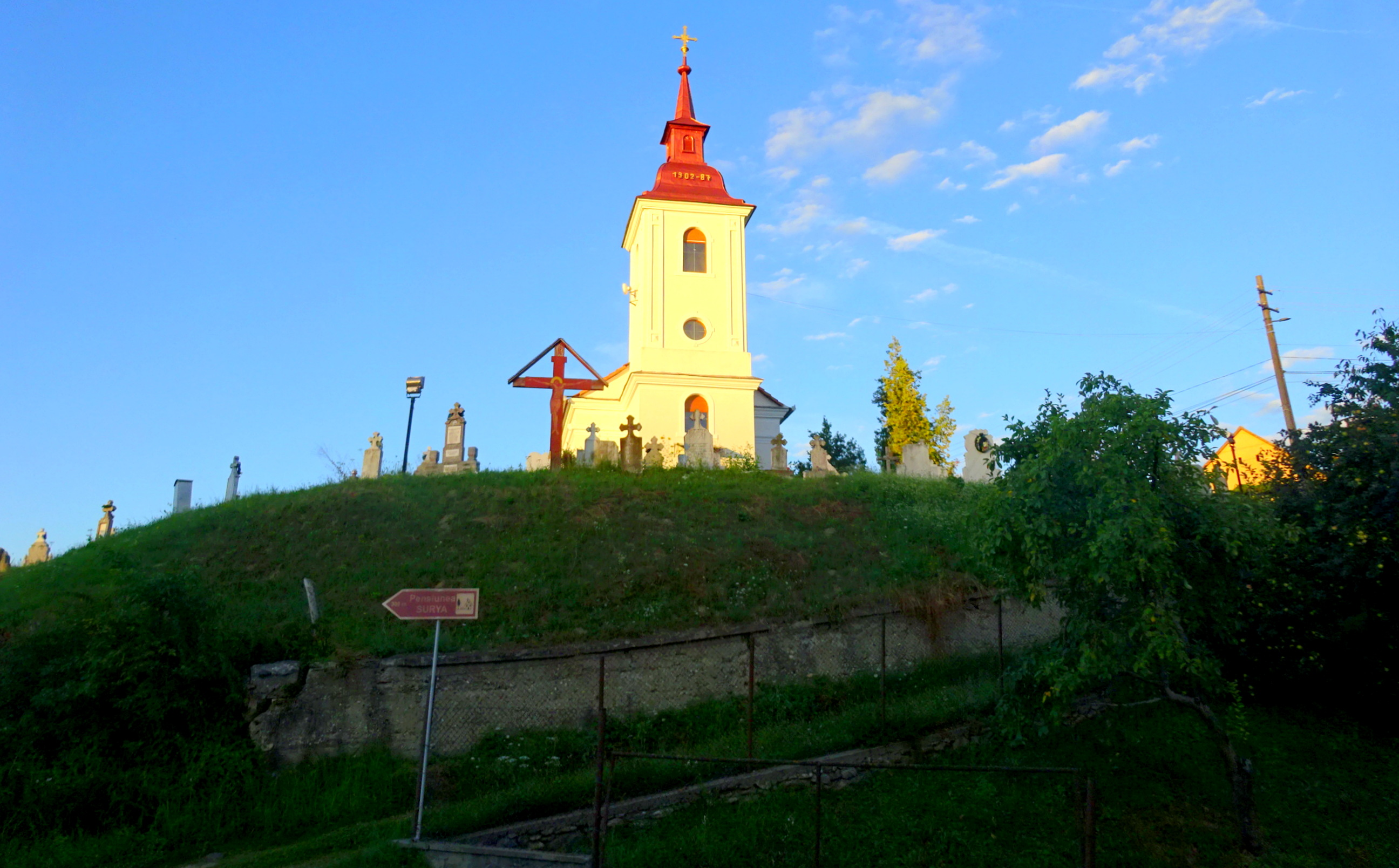
Biserica Sfinții Arhangheli din Ludeștii de Jos (1902)
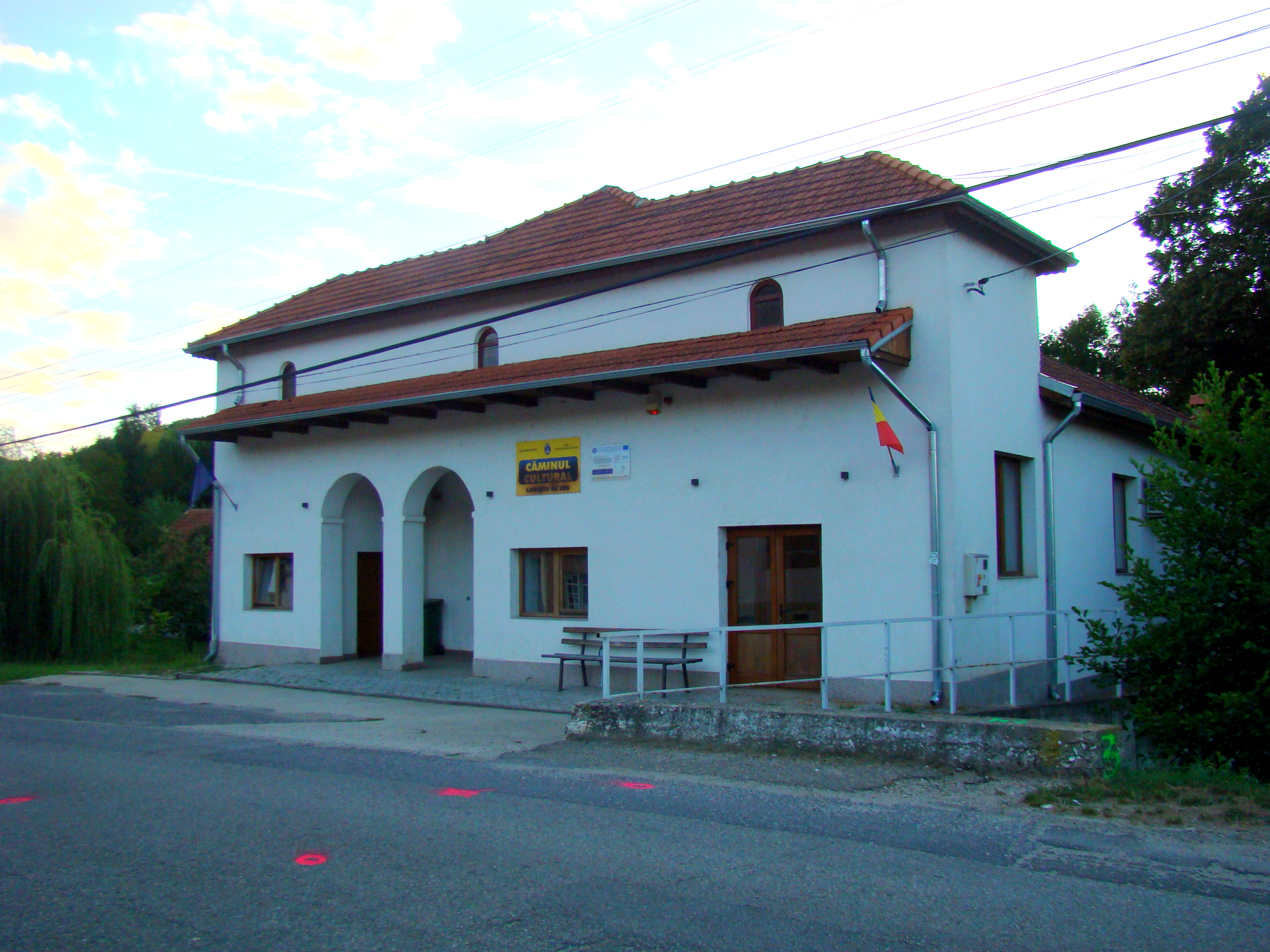
Căminul cultural
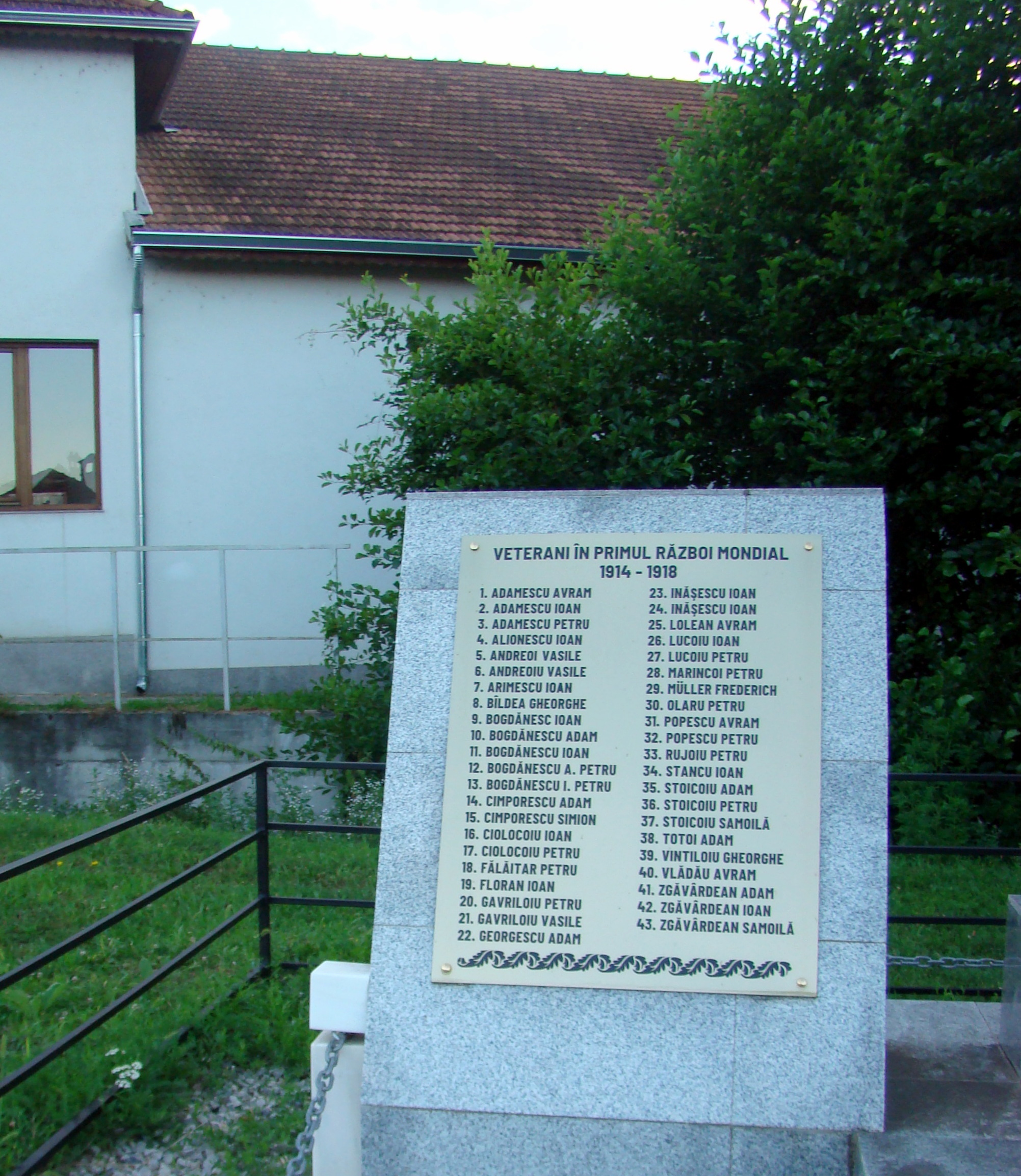
Monumentul eroilor din Ludeștii de Jos
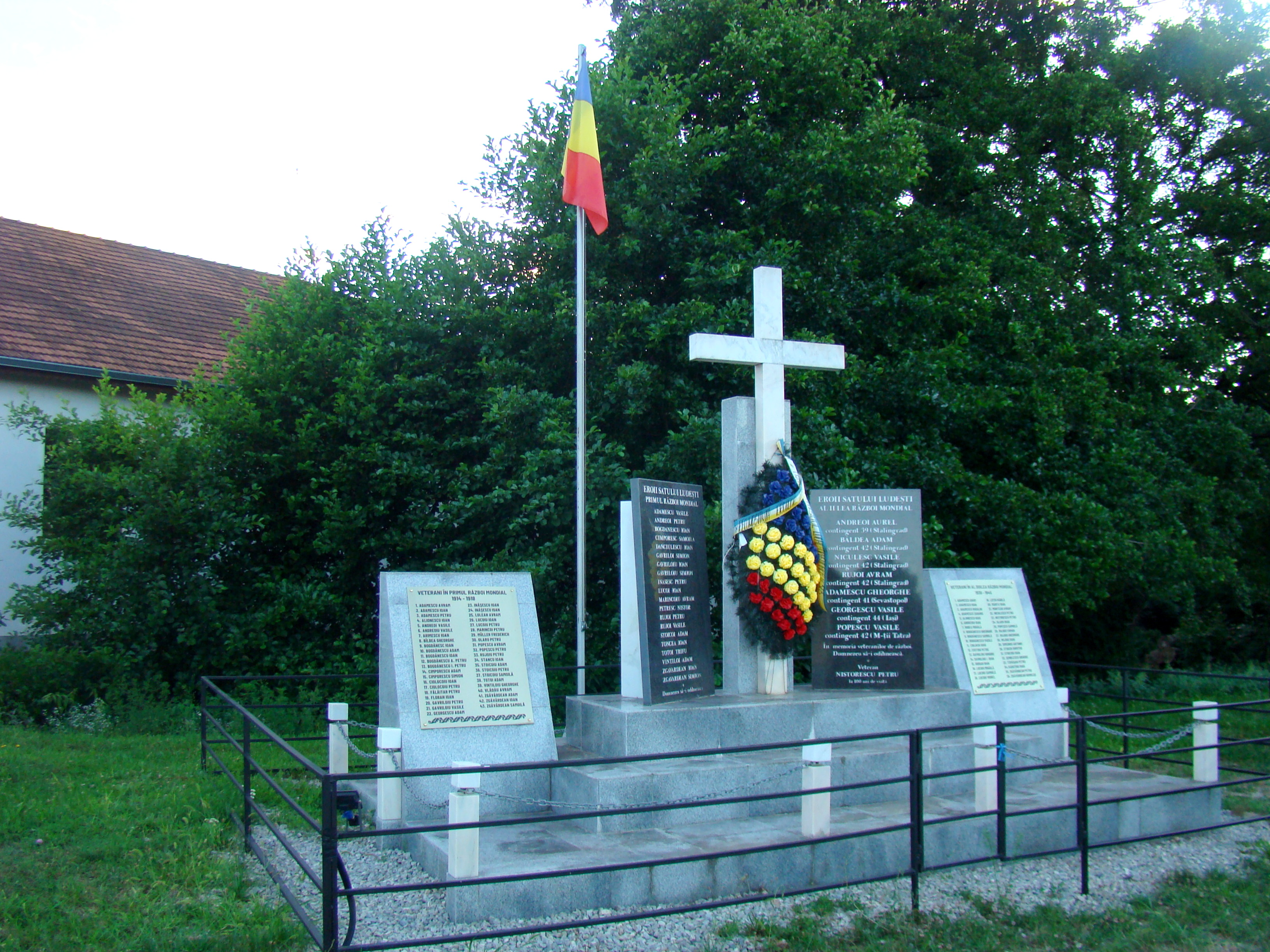
Monumentul eroilor din Ludeștii de Jos
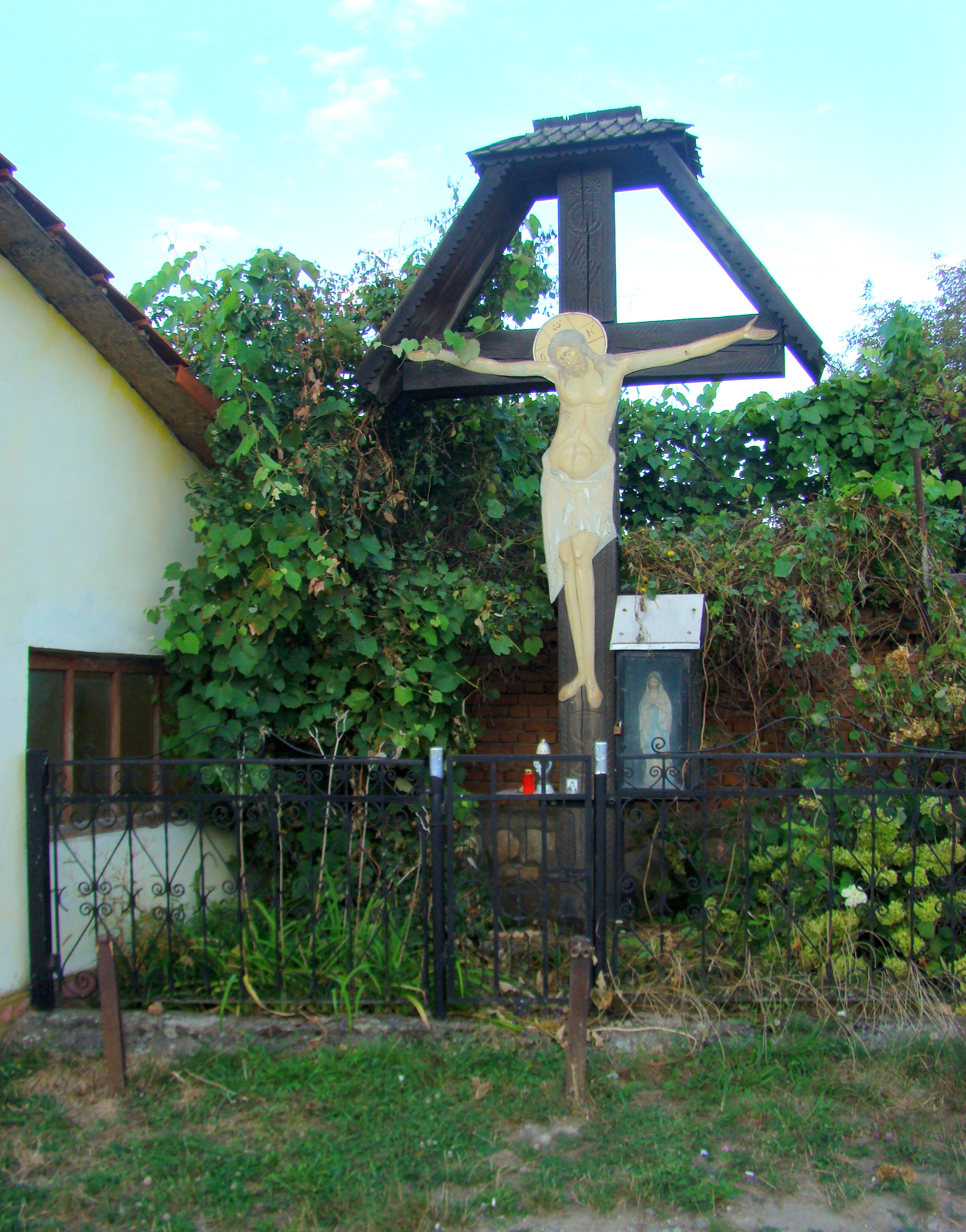
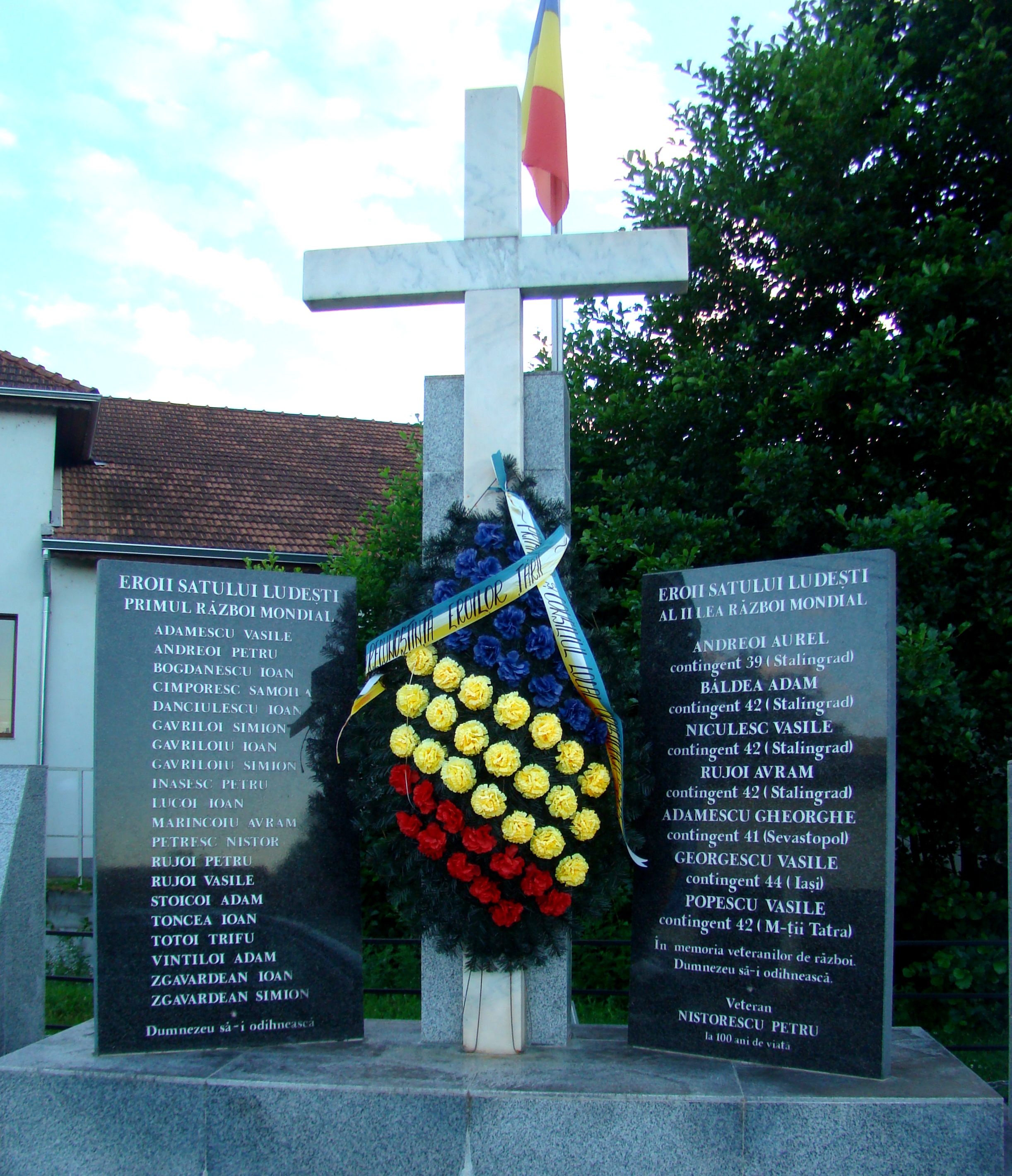
Monumentul eroilor din Ludeștii de Jos
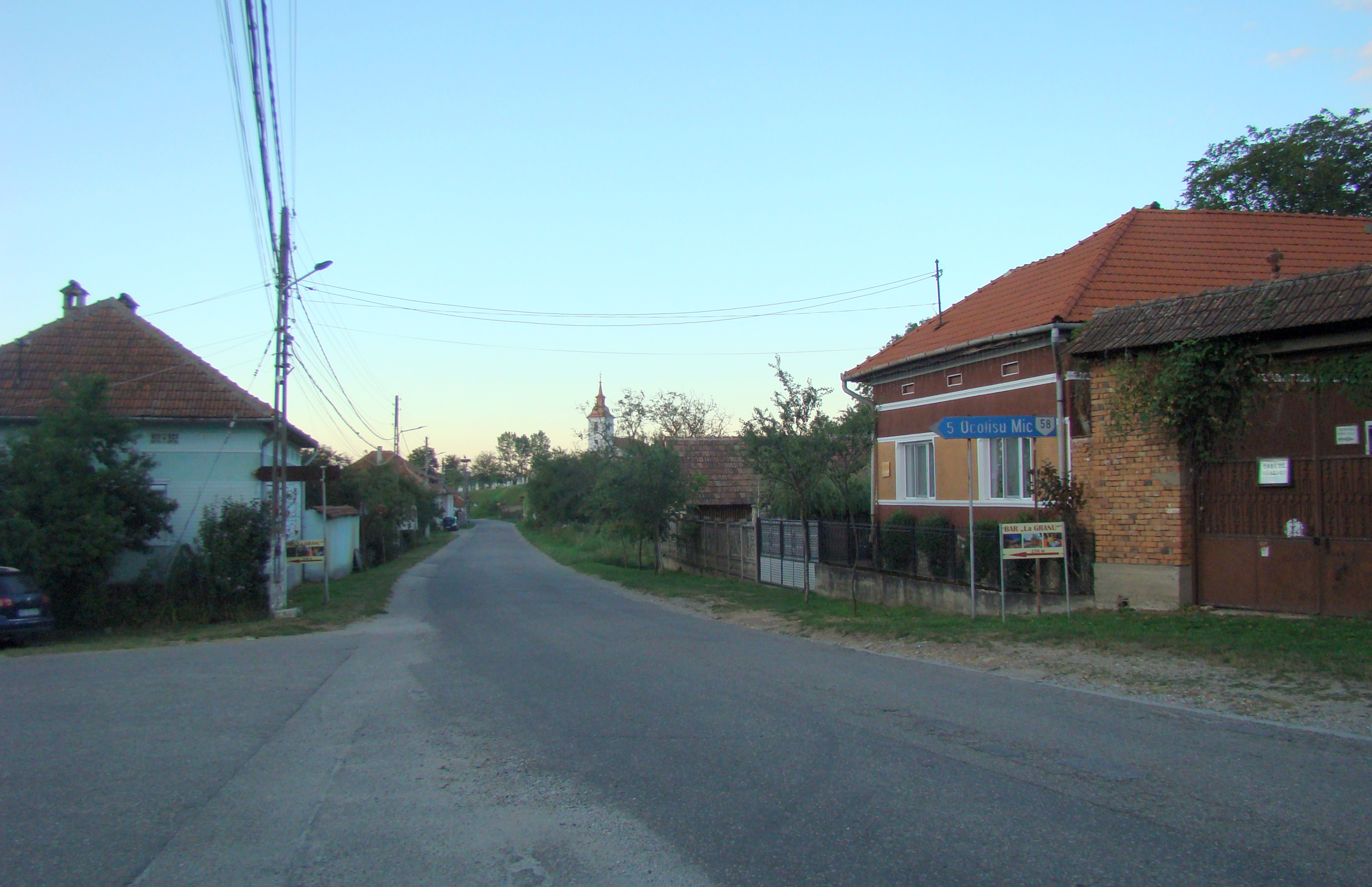
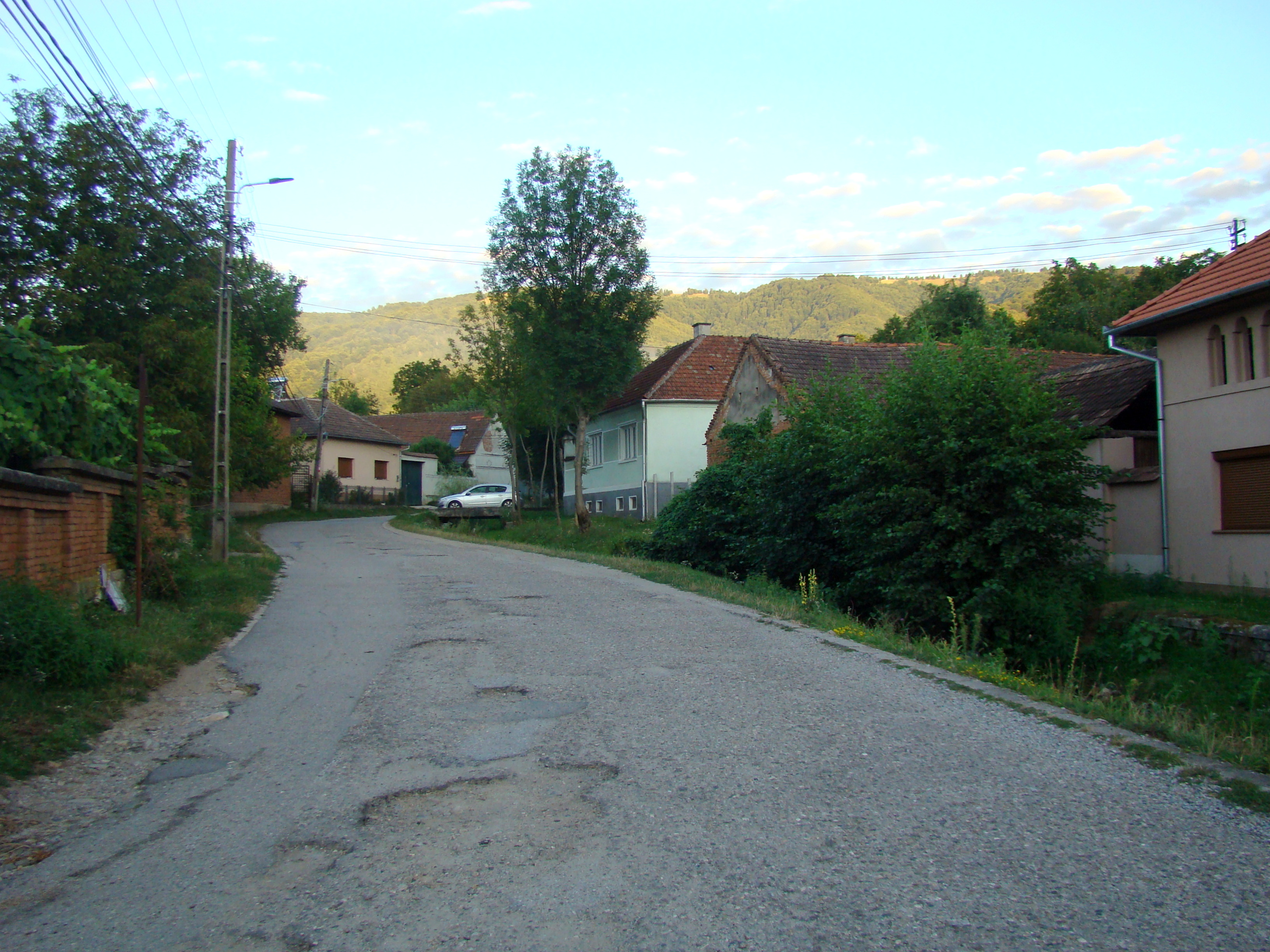
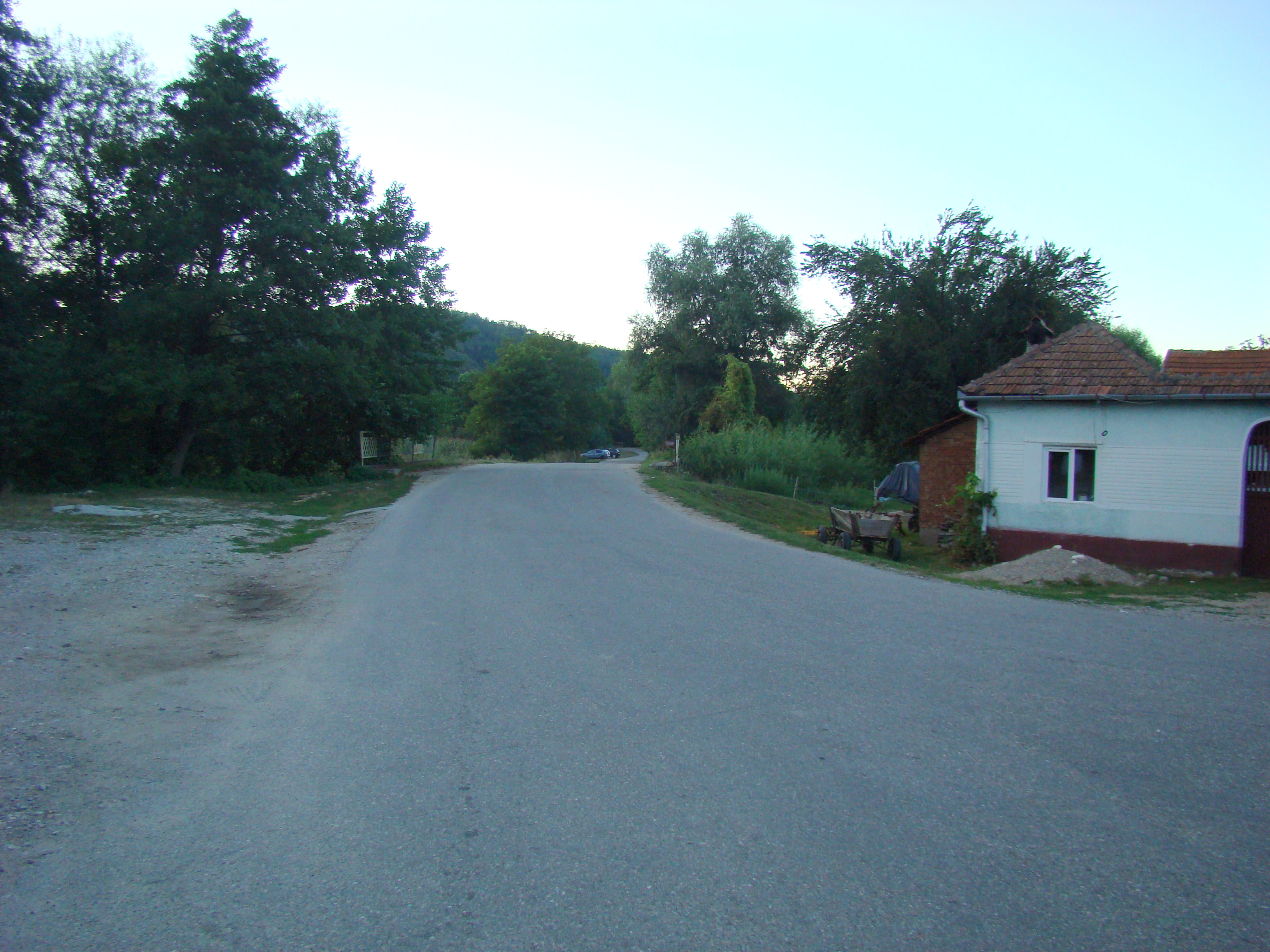
Drumul spre Ocolișu Mic